# Palmarès del Clube Desportivo de Paço de Arcos
Il Clube Desportivo de Paço de Arcos nella sua storia si è aggiudicato otto campionati portoghesi e, a livello internazionale, una Coppa CERS. Vanta anche una sconfitta in finale sempre in Coppa CERS e una in Coppa Continentale.

## Competizioni ufficiali
9 trofei

### Competizioni nazionali
8 trofei
- Campionato portoghese: 8

1942, 1944, 1945, 1946, 1947, 1948, 1953, 1955

### Competizioni internazionali
1 trofeo
- Coppa CERS/WSE: 1

1999-2000

## Altri piazzamenti

### Competizioni nazionali
- Campionato portoghese

2º posto: 1941, 1949, 1950, 1951, 1952, 1957, 1960
3º posto: 1943, 1954, 1958, 1959, 1961, 1987-1988, 1997-1998
- Coppa del Portogallo

Finale: 1988-1989
Semifinale: 1982-1983, 1994-1995, 2000-2001
- Supercoppa del Portogallo

Finale: 1989

### Competizioni internazionali
- Coppa delle Coppe

Semifinale: 1989-1990
- Coppa CERS/WSE

Finale: 1987-1988, 1997-1998
Semifinale: 2000-2001
- Supercoppa d'Europa/Coppa Continentale

Finale: 2000-2001